# 公庵山
公庵山（英語：Kung Um Shan），又稱297山或297號山（英語：Hill 297），是香港新界西北部的一座山峰，位於元朗區洪水橋東南、大棠西北，海拔297米。
公庵山山頂設有香港數碼地面電視廣播之輔助發射站，服務元朗及十八鄉等地。